# 1682 au théâtre
| Années du théâtre : 1679 - 1680 - 1681 - 1682 - 1683 - 1684 - 1685    |
| Décennies du théâtre : 1650 - 1660 - 1670 - 1680 - 1690 - 1700 - 1710 |

## Événements
- 24 janvier : ouverture de l'Opéra du Quai au Foin à Bruxelles.
- À Londres, la King's Company (Troupe du roi) et la Duke's Company (Troupe du duc) fusionnent pour former l'United Company qui commence ses représentations en novembre, au Théâtre de Drury Lane et au théâtre de Dorset Garden.

## Pièces de théâtre représentées
- 9 janvier : Tarquin de Nicolas Pradon, Paris, Comédie-Française.
- 22 janvier : Arlequin Mercure galant de Fatouville, Paris, Comédie-Française.
- 4 février : Zélonide, princesse de Sparte de Charles-Claude Genest, Paris, Comédie-Française.
- 9 février : Venise sauvée (Venice Preserv'd or a Plot Discovered), tragédie de Thomas Otway, Londres, Théâtre de Dorset Garden.
- 17 juin : La Rue Saint-Denis de Champmeslé, Paris, Comédie-Française.
- 22 novembre : Artaxerce de Claude Boyer, Paris, Comédie-Française.
- 26 décembre : Téléphonte de Jean de La Chapelle, Paris, Comédie-Française.
- Date précise inconnue :
  - Venise sauvée (Venice Preserv'd or a Plot Discovered) de Thomas Otway

## Naissances
- 7 janvier : Maria de Wilde, graveuse et dramaturge des Provinces-Unies, morte le 11 avril 1729.
- 8 février : Philippe Poisson, acteur et auteur dramatique français, mort le 4 août 1743.
- 22 octobre : Gillette Boutelvier, dite Mademoiselle Duchemin, actrice française, morte en mai 1765.
- Date précise non connue :
  - Grazio Braccioli, juriste italien, librettiste d'opéra, mort en 1752.
  - Charlotte Desmares, comédienne française, morte le 12 septembre 1753.
- Vers 1682 : 
  - Gilles de Caux de Montlebert, poète et dramaturge français, mort le 17 septembre 1733.